# Генеральна карта України
«Генера́льна ка́рта Украї́ни» (лат. Delineatio Generalis Camporum Desertorum vulgo Ukraina. Cum adjacentibus Provinciis) — географічна карта України та сусідніх країн 1648 року. Складена як рукопис французьким військовим інженером Гійомом Левассером де Бопланом. Виготовлена як гравюра голландським картографом Вільгельмом Гондіусом. Має розміри 42 х 54,5 см з розміщенням об'єктів догори дригом. Видана у кількох варіантах протягом 1648–1660 років. Одна з найбільш ранніх і найдостовірніших карт південної частини Східної Європи. Перша західноєвропейська карта присвячена власне Україні — «від Московії до Трансільванії». Виконана у масштабі 1:1 800 000. Має південну орієнтацію аркушу. Зображає 1293 об'єкти — 993 населених пункти та 153 річки.

## Історія створення

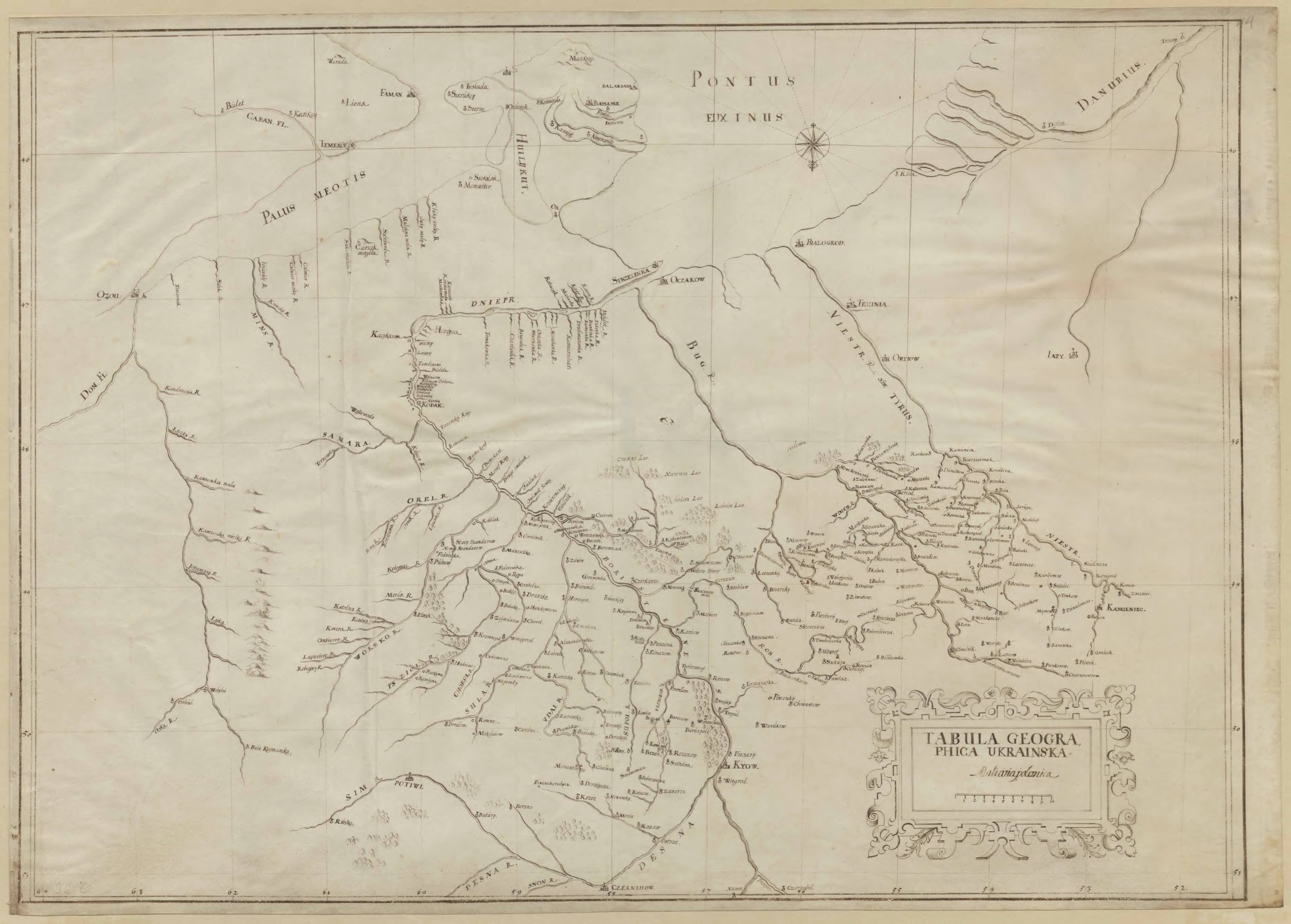
Карта «Tabula Geographica Ukrainska» («Українська географічна карта») Боплана, 1639

Хронологічно першою була видана Генеральна карта України. Її першим варіантом була рукописна карта 1639 року «Українська географічна карта», 44,5 × 62,5 см, масштаб 1:1 500 000), на якій було відображено 275 назв населених пунктів, 80 назв річок, 4 назви островів, 13 назв порогів, 4 назви лісів, 2 назви морів. Найповніше на ній відображена смуга між 47 та 50 градусами північної широти, особливо гідрографічна мережа і населені пункти біля Дніпра, Бугу та Дністра. Карта була опублікована в рукописному атласі Фрідріха Ґетканта, який зберігається у Військовому архіві в Стокгольмі. Ця карта стала фактично першим ескізом виданої 9-ма роками пізніше «Загальної карти України».
Боплан виїздив на певний час з України, везучи з собою рукописні карти українських земель, привілей на публікацію яких він отримав 8 квітня 1645 року. Під час цієї поїздки він домовився про підготовку карт до видання з гравером та картографом Вільгельмом Гондіусом, який 1648 року у Данцигу підготував перший варіант карти. Ця карта без зображення Кримського півострова була видана в 1648 році.

## Видання

### Перше видання
Перше видання Загальної карти України «Delineatio Generalis Camporum Desertorum vulgo Ukraina. Cum adjacentibus Provinciis» («Загальний план Диких полів, простіше кажучи, Україна, з належними провінціями», південна орієнтація, 42 × 54,5 см, масштаб 1:1 800 000) було виконане Гондіусом і надруковано в Данцигу в 1648 році. Пізніше було видано ще чотири варіанти карти, яка постійно доопрацьовувалась. Так, на п'ятому варіанті карти відображено 1293 об'єкти, у тому числі 993 населених пункти та 153 річки, а також написи про Лоєвську (1649) та Берестецьку (1651) битви. Крім того, на цьому варіанті карти виявлено відокремлений автором фрагмент карти, поділений на 8 квадратів, з її авторською нумерацією, який став підставою для Спеціальної карти України Боплана.
Карта великим накладом ніколи не друкувались, оскільки обставини склалися не на користь цьому, були надруковані лише пробні відбитки кожного з варіантів карти. Пізніше Боплан після виїзду за кордон втратив зв'язок з гравірованими Гондіусом картами, через смерть останнього у 1652 році. З огляду на важливість цих карт, вони разом з іншими матеріалами з майстерні гравера, які залишились по його смерті, були конфісковані польським королем Яном Казимиром.

### Друге видання
До другого видання «Опис України» Боплана (1660 рік) була вміщена нова загальна карта «Carte d'Ukranie Contenant plusiers Prouinces comprises entre les Confins de Moscouie et les Limites de Transiluanie», гравірована Ж. Туттеном у Руані. Вона значно відрізняється від загальної карти, підготовленої Гондусом,- на ній відсутня інформація про гравера, а також тексти звернень гравера до читача, на місці яких зображено ліси, а також не позначено пасма гір Медоборів. Значні розходження спостерігаються й у зображенні східного берега Азовського моря та Кубані, північної частини Кримського півострову та Перекопського перешийка зокрема. Карта значно збідніла інформативно: так, на відміну від видання 1648 року, на ній позначено 1 223 назв об'єктів, серед яких 953 населених пунктів та 153 річки.

## Дослідження

### Історія
Доступними широкому колу дослідників «Загальна карта України» стала завдяки публікації В. Кордта у 1899 році у першому випуску «Материалов по истории русской картографии» «Загальної карти України», доданої до «Опису України» Боплана 1660 року, а 1910 року у другому випуску видання — «Генеральної карти України 1648 року з доповненнями 1651 року», опублікованої анонімно 1662 року в атласі Й. Блау.
1986 року виявлено перший варіант Загальної карти України 1648 року у фондах бібліотеки Чарторийських у Кракові.
У 1990-х роках досліджувались всі збережені примірники Загальної карти України 1648 та 1660 років спільно Львівським відділенням Інституту української археографії та джерелознавства імені М. С. Грушевського НАН України з Брандонським університетом (Манітоба, Канада). Зокрема, Марія Вавричин здійснила ряд поїздок до бібліотек та архівних установ Польщі з метою пошуку та фотографування окремих примірників карт Боплана, а фотокопії карт зі сховищ країн Західної Європи передав професор Брандонського університету Андрій Болеслав Перналь.

### Характеристики
Загалом на даний момент виявлено 14 оригінальних примірників Загальної карти України: 7 примірників виданої у Данцигу у 1648 році та 7 примірників другого видання цієї карти, здійсненого в Руані й доданого до «Опису України» 1660 року.
- Порівняння семи примірників Загальної карти України ґданського видання 1648 року показує, що різниця між ними варіантами полягає в поступовому збагаченні й корегуванні їх змісту. Так, якщо на першодрукованому варіанті позначено велику територію Поліських боліт, то на всіх пізніших варіантах на цьому місці вже позначена значна кількість населених пунктів, течій нових рік і нанесено застережливий напис, що спершу тут позначалися болота. В. Гондіус залишив згадку про роботу над цією частиною карти. У зверненні до читача, вміщеному на карті Полісся Д. Цвікера, яку він також гравіював у 1650 р., гравер, відзначаючи високу точність цієї карти, пише, що … «вже при коректуванні „Загальної карти Диких полів“ ми переконалися в її докладності»[8].
- Аналіз семи примірників другого видання 1660 року, здійсненого в Руані, вказує на відмінності у наявності або відсутності на ній Кримського півострова, у прорису деталей зображення Приазов'я та Кубані та розміщенні додаткових написів[8].

## Збереження
Загалом перелік картографічних творів Боплана, присвячених Україні, налічує 23 оригінальні карти, не враховуючи їхніх варіантів, серед яких і Загальна карта України (1648 і 1660 рр.), які зберігаються у 16 бібліотеках, розташованих у 14 містах восьми держав Європи.
Загальна карта України, 1648 рік, робота гравера та картографа Вільгельма Гондіуса, м. Данциг:
- Бібліотека Чарторийських у Кракові
- Ягелонська бібліотека у Кракові
- Одеський краєзнавчий музей (Загальна карта України 1648 року з доповненнями про події 1649 та 1651 років)[9]

Загальна карта України, 1660 рік, робота гравера Ж. Туттена, м. Руан:
- Бібліотека Чарторийських (м. Краків, Польща)
- Ягеллонська бібліотека (м. Краків, Польща)
- Бібліотека Корніка
- Бібліотека Познані
- Бібліотека народова у (м. Варшава, Польща)
- Львівська національна бібліотека імені В. Стефаника НАН України[8][9]

## Легенда і шкала
Легенда карти виконана у правому верхньому кутку, на картуші, який тримають два херувими. Легенда озаглавлена "Оголошення знаків і символів" (лат. Signorum vel Caracterum declaratio)
На карті застосовано 18 типів умовних позначень:
| - Давнє християнське місто (лат. Urbs Antiqua Christiana) - Мусульманське місто (лат. Oppidum Turca) - Місто (лат. Oppidum) - Слобода (нова колонія) (лат. Sloboda Nova Colona) - Село (лат. Pagus) - Ріка (лат. Flumen) - Долина (лат. Vallis) - Гори (лат. Mons) - Кургани, де поховані тіла мертвих (лат. Tumulus in quo condita sunt cadavera mortuorum) | - Острів (лат. Insula) - Руїни (лат. Ruins) - Заболочені місця (лат. Loca Paludosa) - Джерело (лат. Fons) - Млин (лат. Molendinum) - Переправа (лат. Transitus) - Татарські землі (лат. Pagi Tartarorum Hamaxabiorum) - Напрямок течії річки (лат. Signum quo Flumen decurrit) - Дубові гаї (лат. Quercetum) |

На карті відображена масштабна шкала з вимірюваннями в шести різних мірах довжин:
- Українські милі (лат. Milliaria Ocrenica)
- Польські милі (лат. Milliaria Polonica)
- Німецькі милі (лат. Milliaria Germanica)
- Гальськіх (французькі) льє (лат. Milliaria Gallica)
- Італійські милі (лат. Milliaria Italica)
- Московські милі (лат. Leuca Moscovitica)

## Населені пункти на карті

### Міста (Oppidum)
- Lukomla — Златополя[джерело?]

### Слободи (Sloboda)
- Maslaustaw — Маслів Став (сучасна Маслівка, Київська область)

## Презентація в Україні
У вересні 2007 року у Києві відбулась виставка, на якій була показана, серед інших, Загальна карта України та Спеціальна карта України Боплана.